# Laboratorio Galton
Il Laboratorio Galton, collocato nello University College di Londra, Inghilterra, conduce ricerche di genetica umana. Fu istituito originariamente nel 1904, con la fusione del Biometric Laboratory di Karl Pearson e lo Eugenics Record Office di Francis Galton. È entrato a far parte del Dipartimento di biologia dello University College di Londra nel 1996.